# خود–دیگرکشی

آیاس، پسر تلامون، برای انجام خودکشی آماده می‌شود.

خود–دیگرکشی یا خودکشی پس از/در هنگام قتل دیگران گونه‌ای از خودکشی است که فرد پس از ارتکاب قتل یا در هنگام ارتکاب قتل اقدام به از بین بردن خود می‌کند. از انواع مختلف آن می‌توان به موارد زیر اشاره کرد:
- حمله انتحاری که در آن فرد با از بین بردن خود موجب کشته شدن فرد یا افراد دیگری نیز می‌شود.
- به عمد پرت کردن اتوموبیل از روی پل یا به دره زمانی که غیر از خود فرد شخص دیگری نیز مسافر آن باشد.
- خودکشی پس از قتل برای فرار از گرفتار آمدن.
- خودکشی پس از قتل به سبب فرار از عذاب وجدان.
- خودکشی میان خلبانان:به روشی از خودکشی گوییند که خلبان به صورت عامدانه باعث سقوط هواپیما شده و خود و تمام یا تعدادی از سرنشینان (مسافران) هواپیما را به کشتن بدهد. مثل: پرواز شماره ۹۵۲۵ جرمن‌وینگز یا پرواز ۹۹۰ هواپیمایی مصر. در صورتی نیز خودکشی هواپیما ربا عامل این سانحه می‌شود مثل: حملات ۱۱ سپتامبر
- خودکشی توافقی به معنای کشتن فرد دیگر با رضایت خود او و پس از آن خودکشی کردن.
- خودکشی خانوادگی بدین معنی که مثلاً پدری برای جلوگیری از زجری که فکر می‌کند همسر و بچه‌هایش را در زمام حال آینده تهدید می‌کند، نخست آنان را کشته سپس خود اقدام به خودکشی می‌کند؛ مثال اینگونه خودکشی را در فیلم سینمایی یک فیلم صربستانی می‌بینیم؛ زمانی که شخصیت اول فیلم زن و فرزندش را برای کاهش درد تجاوز جنسی به ترتیب برادرش و وی به زن و فرزندش، با شلیک گلوله از یک اسلحه کمری، خود و آنها را به قتل می‌رساند.
- کشتن فردی که قصد آسیب رسانیدن به دیگران را دارد و سپس خودکشی برای فرار از عذاب وجدان.

بیشتر آدمکشانی که مرتکب قتل‌های بی‌دلیل و صرفاً به سبب سرگرمی (قتل برای سرگرمی) می‌شوند، همچون تیراندازی در مدارس، سرانجام خودکشی می‌کنند. ممکن است برخی از گونه‌های خودکشی آیینی نیز به همین شیوه صورت گیرند.